# Jollmands Gaard

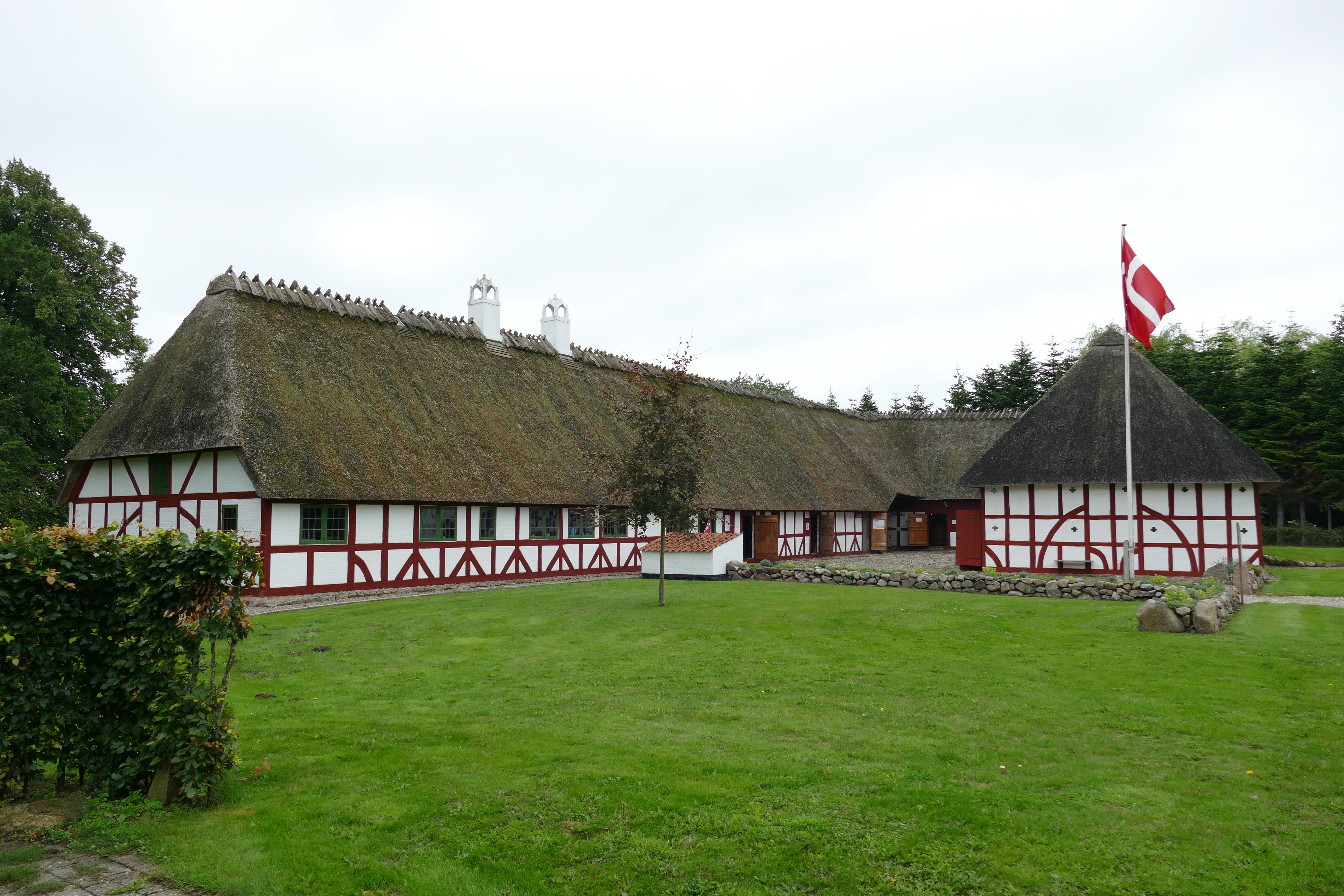
Jollmands Gaard (2023)

Jollmands Gaard (auch: Jollmands Gård) ist ein denkmalgeschützter Museumsbauernhof in Holm im Norden der Insel Alsen, die als Teil von Nordschleswig zu Dänemark gehört. Der Fachwerkbau von 1790 ist das besterhaltene Exemplar eines Alsener Hakenhofs.

## Beschreibung
Der Jollmands Gaard (deutsch: Jollmands Hof) ist ein sogenannter Hakenhof (dän.: kroggård), da sein Grundriss ungefähr die Form eines Angelhakens hat. Der Bautyp des Hakenhofs war auf der Insel Alsen im 18. Jahrhundert prägend (während auf der vorgelagerten Halbinsel Sundewitt breite Eindachhöfe dominierten). Typisch für die Alsener Hakenhöfe ist – wie beim Jollmands Gaard –, dass die Fachwerkbalken rot angestrichen und dass auch die Scheunen drei (und nicht nur zwei) Gefache hoch sind. Um 1850 wurde der Hakenhof auf Alsen vom Dreiseithof nach Angelner Vorbild weitgehend verdrängt.
Der Jollmands Gaard besteht aus mehreren aneinandergebauten Gebäudeteilen: Die längste Seite im Süden enthält den Wohnteil mit Küche, Speise- und Bierkammer, Webstube, guter Stube („Piesel“, zum Begriff vgl. Pesel) sowie einer Wohnstube (dän.: dørns, zum Begriff vgl. Dürnitz) mit drei Alkoven. Daran schließen sich Brau- und Waschküche (dän.: bryggers), Kuhstall und Scheune an. Die kurze Westseite enthielt den Pferdestall (mit Platz für sechs Pferde) und die Knechts- und Geschirrkammer; heute lagert hier das Inventar einer historischen Stellmacherei (Böttcher- und Radmacherwerkstatt) aus dem Nachlass Otto Petersens in Holm. Die Nordseite besteht aus Kutschendurchfahrt, Lohdiele, Kornspeicher und Kutschenhalle.
Im Süden der Hofanlage ist ein Obst- und Gemüsegarten angelegt. Außerdem stehen dort zwei weitere Gebäude, ein Backhaus und eine separate kleine Kartoffelscheune (dän.: karunkel). Das Backhaus wurde erst nach 1864 errichtet, nachdem Nordschleswig preußisch geworden war (vgl. Deutsch-Dänischer Krieg), da die preußischen Sicherheitsbestimmungen die Auslagerung gefährlicher Feuerstellen verlangten.
Die Ostseite des Langbaus hat eine blinde Tür, die zum Piesel führt, aber nur von innen geöffnet werden kann. Da im Piesel auch die Toten aufgebahrt wurden, ist es offenbar eine sogenannte Totentür, durch welche die Verstorbenen zum Friedhof nach Nordborg gebracht wurden. Da diese Tür außen keinen Griff hatte und im Alltag nicht benutzt wurde, glaubte man, die Seelen der Verstorbenen würden sie nicht wiederfinden und könnten daher auch nicht als Geist bzw. Wiedergänger zurückkehren. Gespenster und Wiedergänger waren ein wesentlicher Bestandteil des Alsener Volksglaubens.

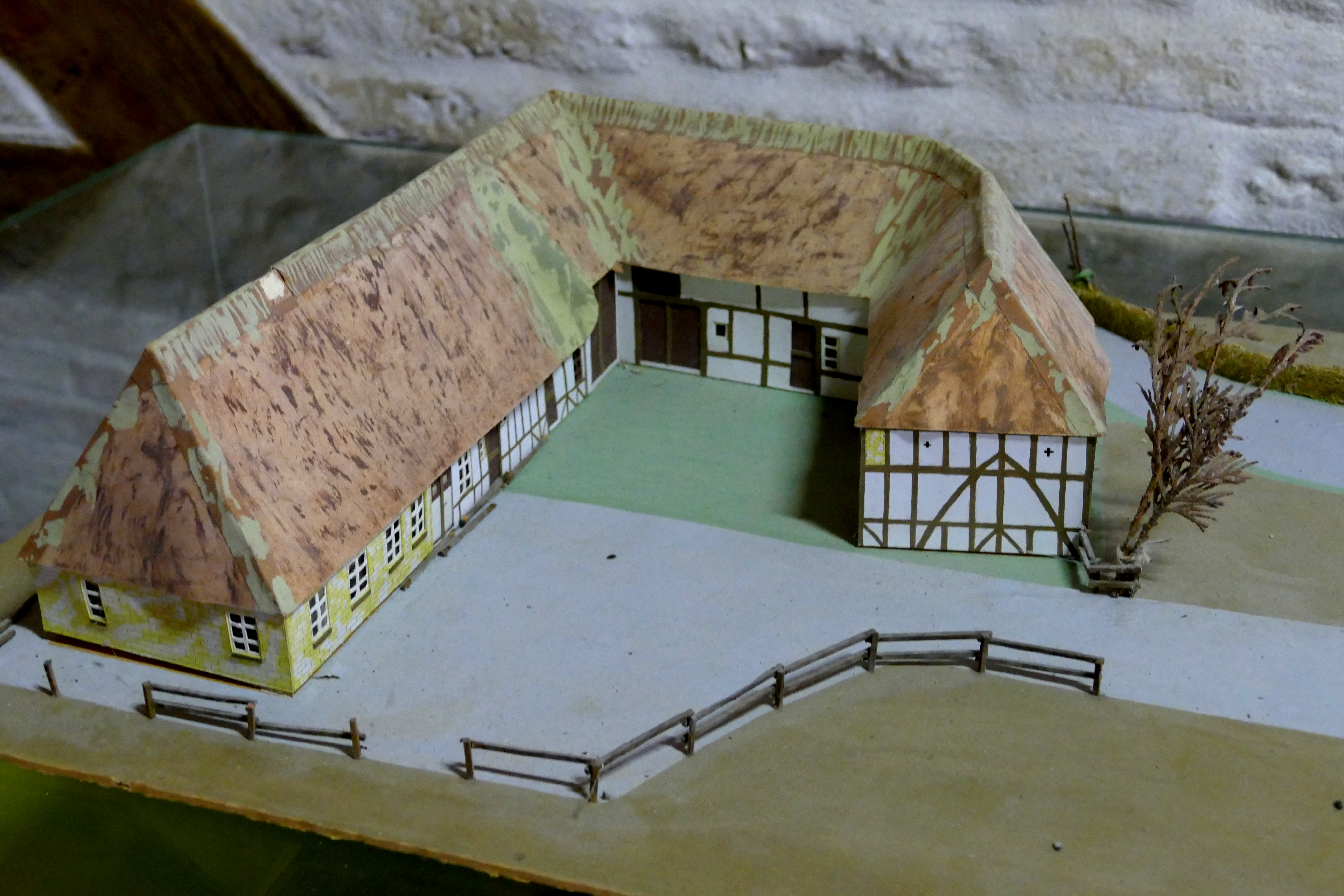
Modell des Jollmands Gaard, teils noch mit Mauer- statt Fachwerk
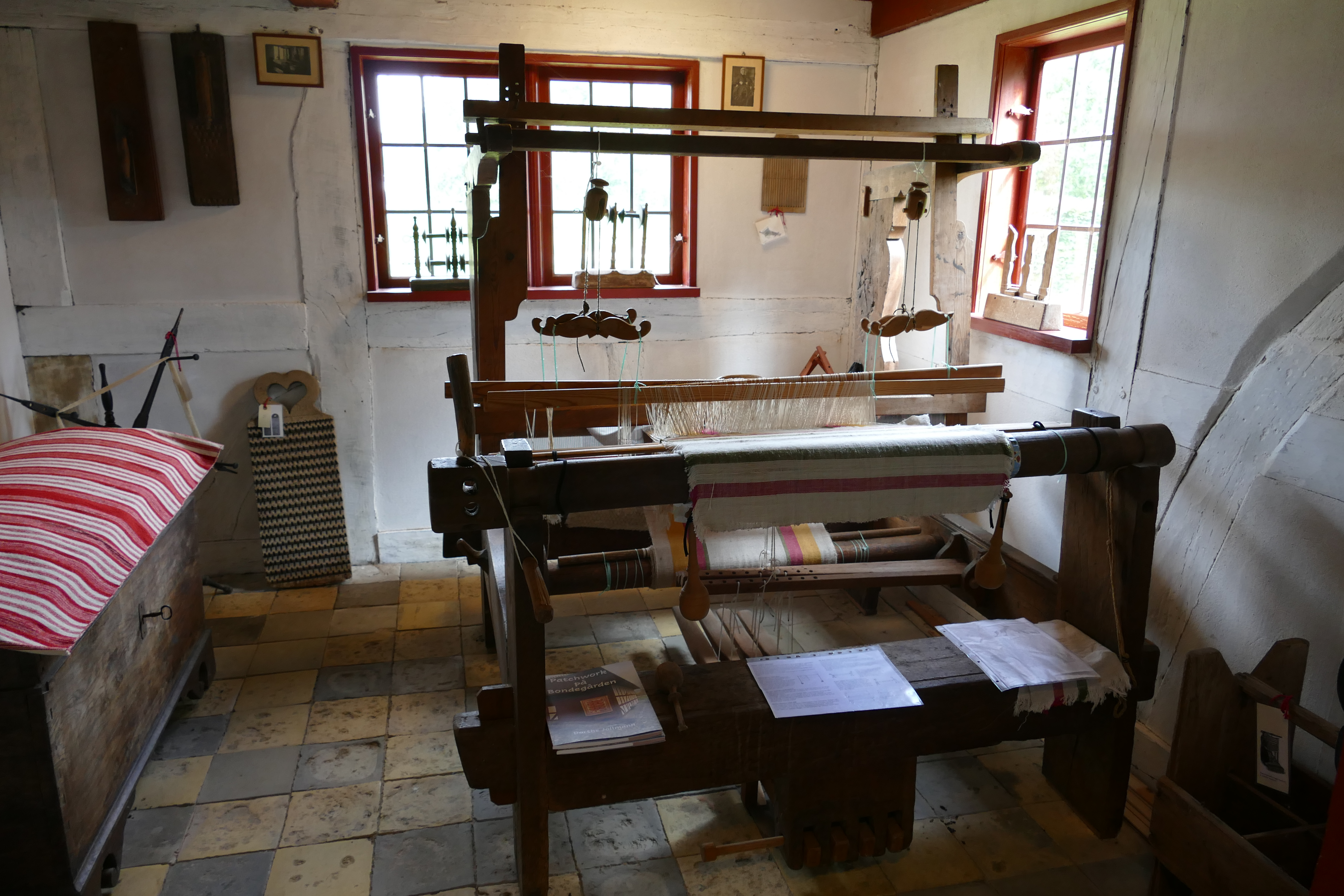
Webstube
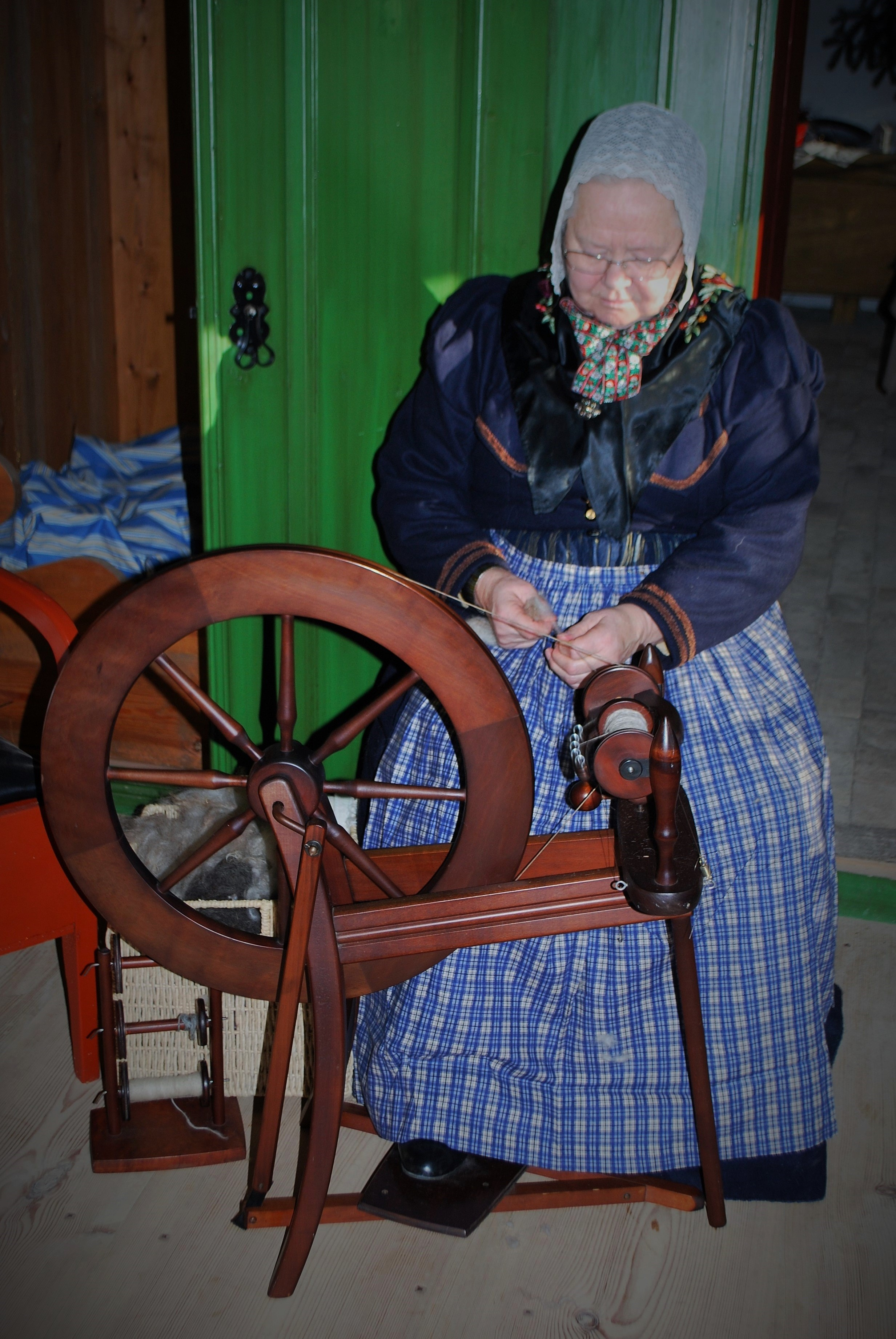
Eine Frau in örtlicher Bauerntracht führt ein Spinnrad vor
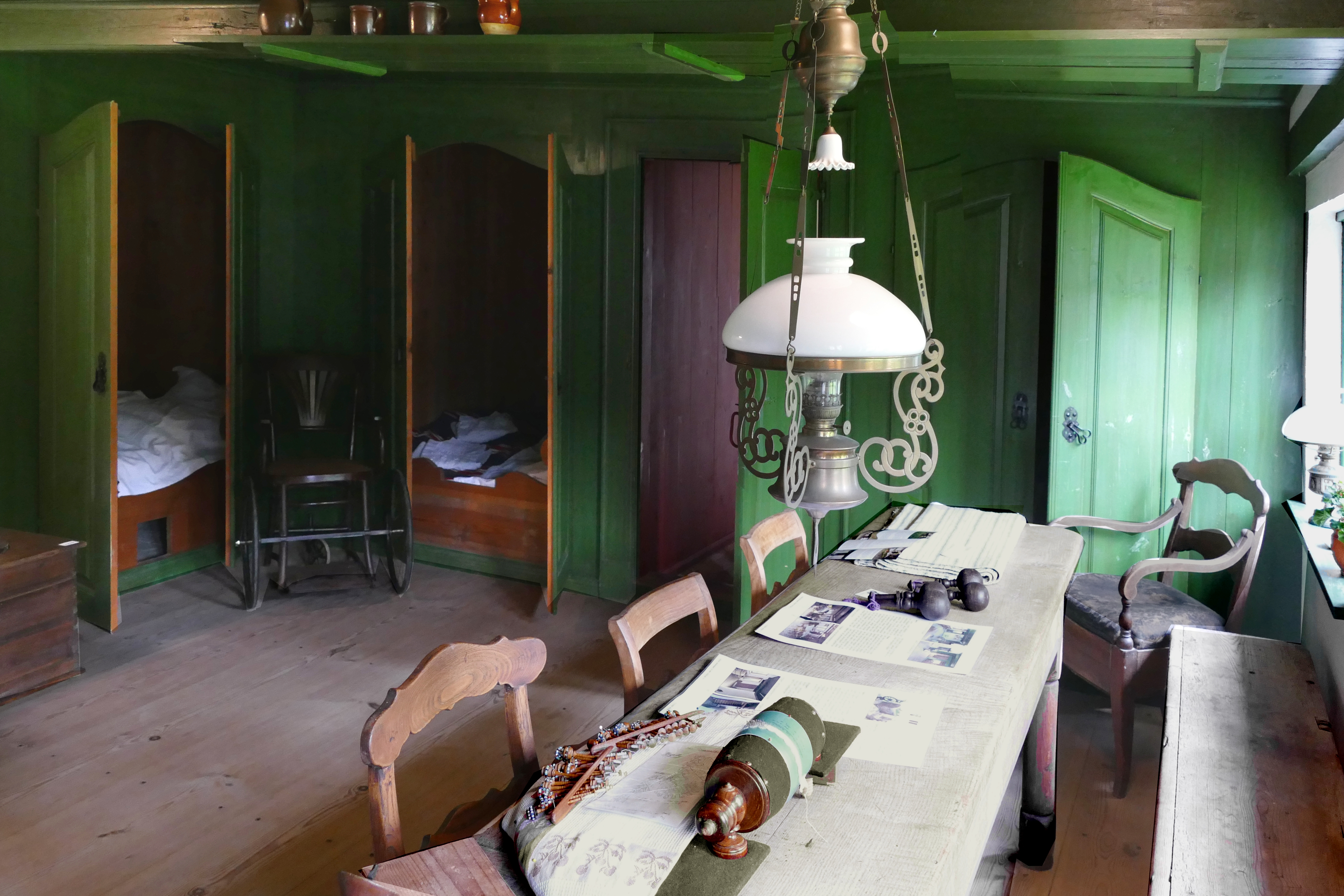
Wohnstube mit drei Alkoven
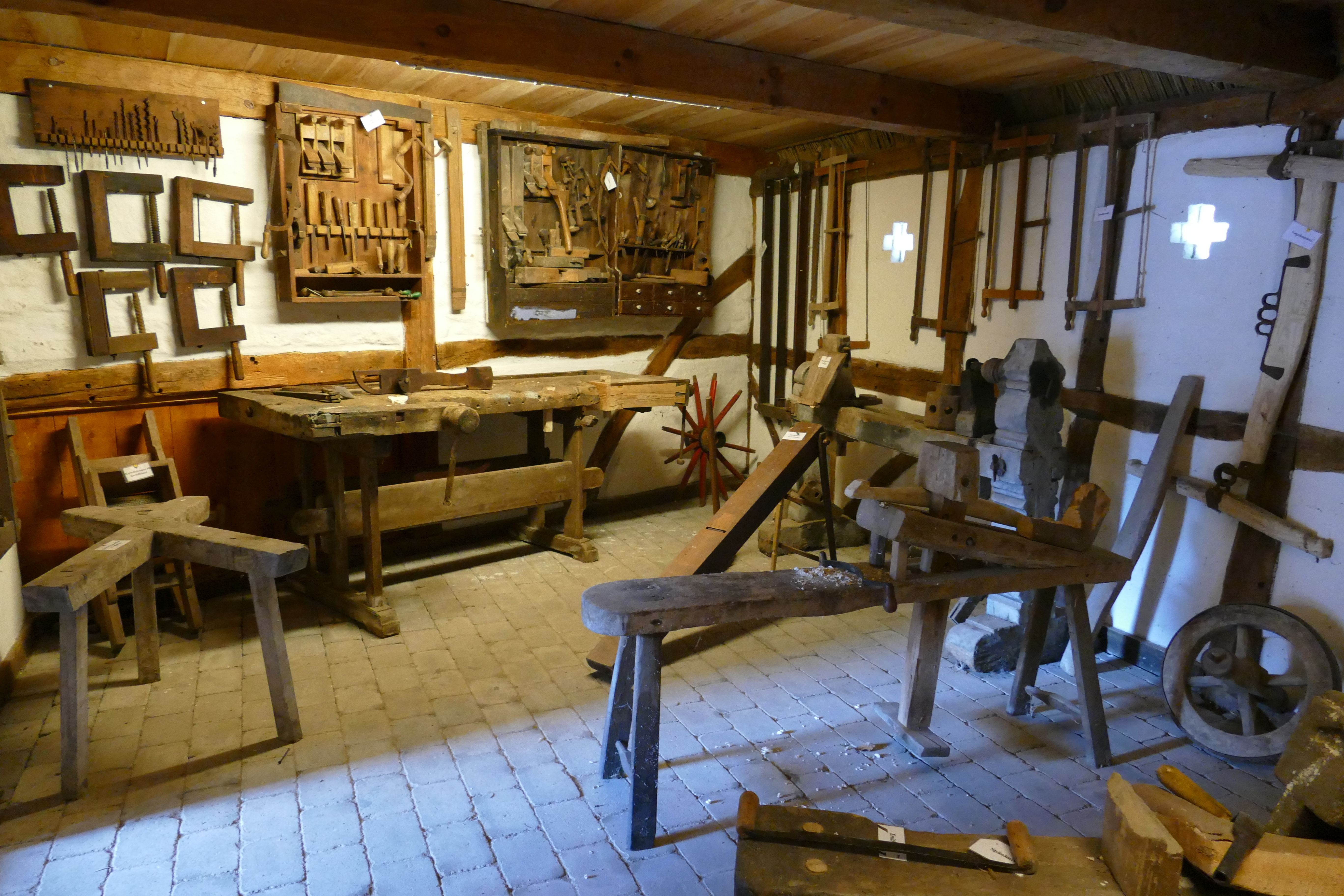
Radmacherwerkstatt
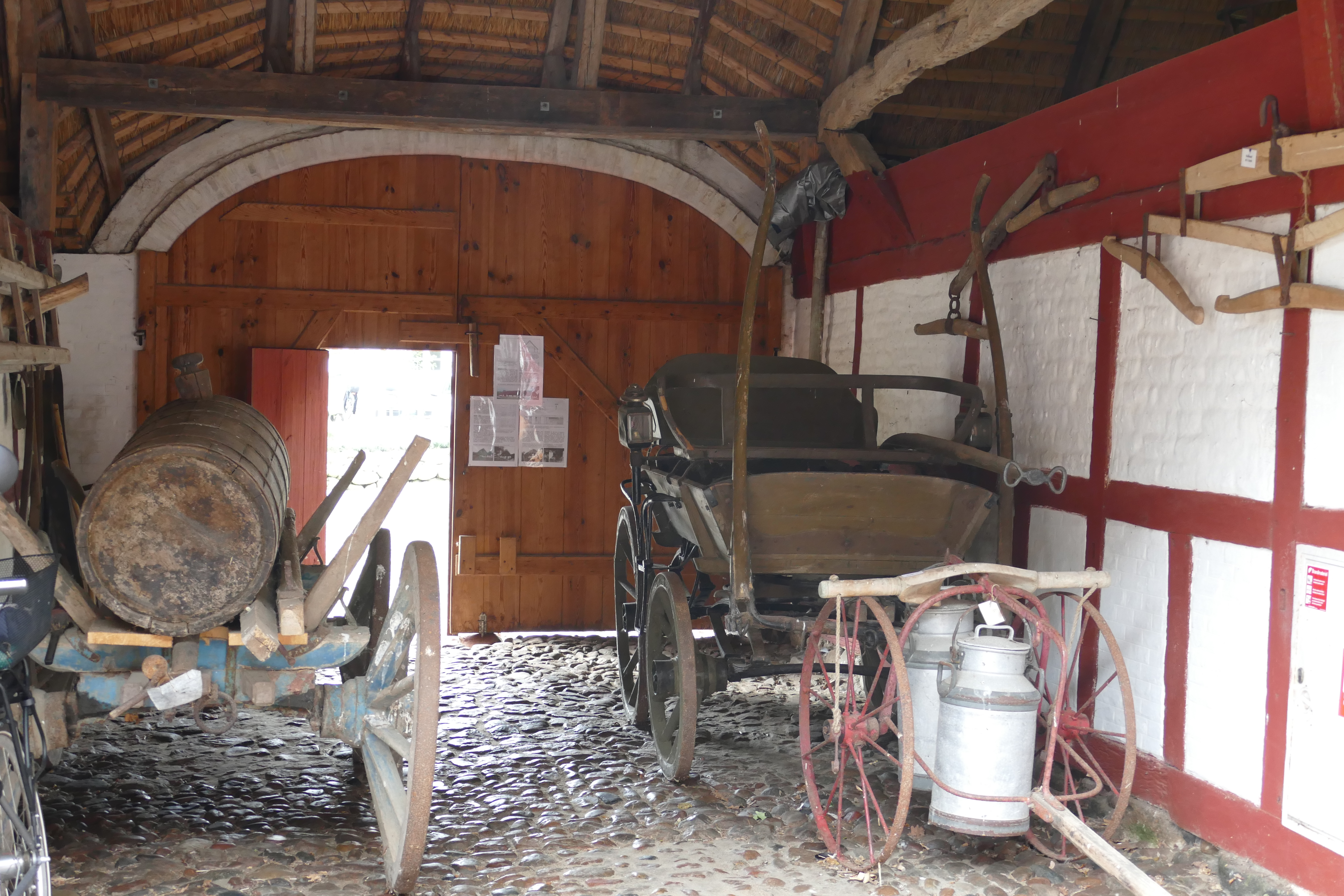
Kutschendurchfahrt
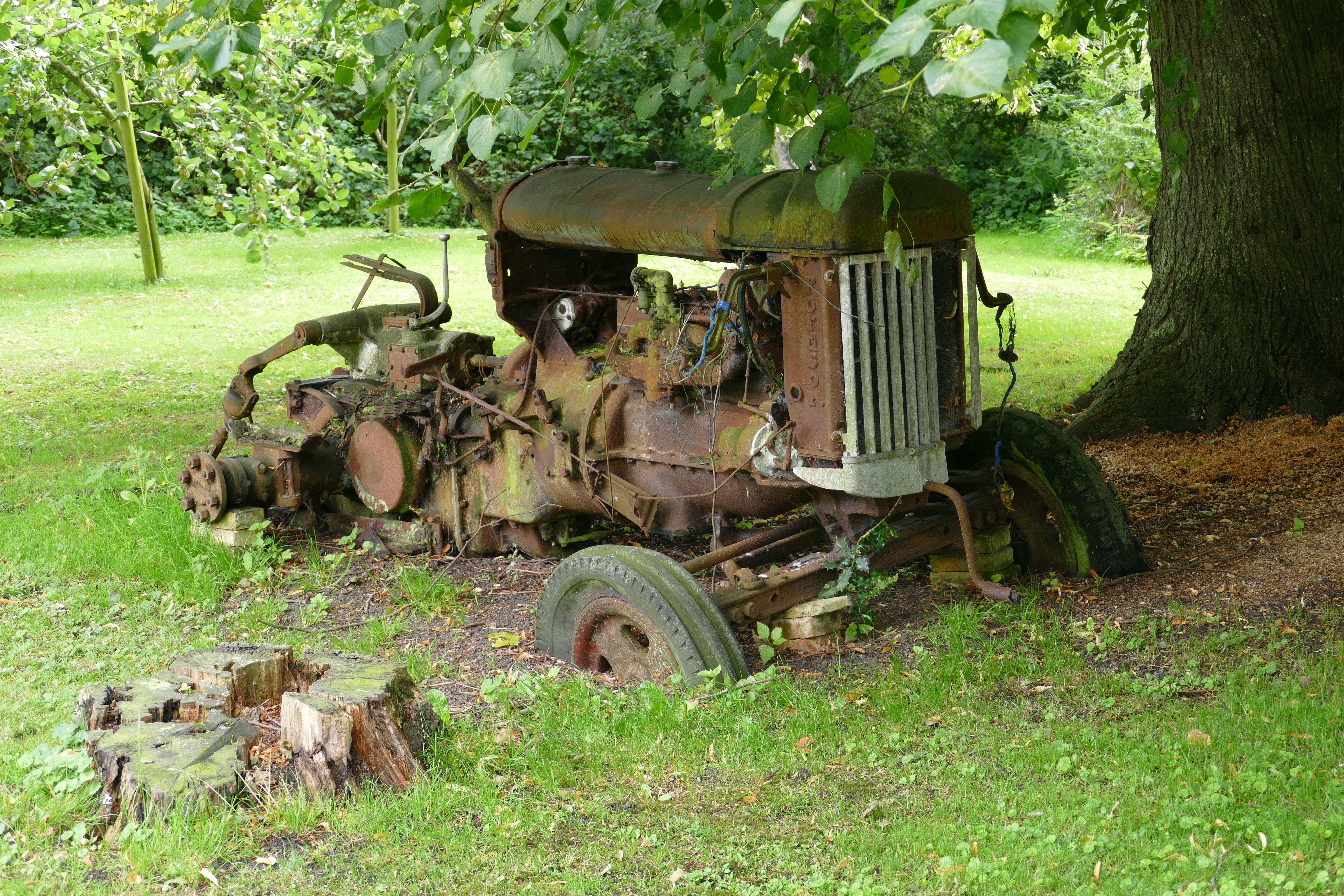
Der Fordson-Traktor des letzten Besitzers
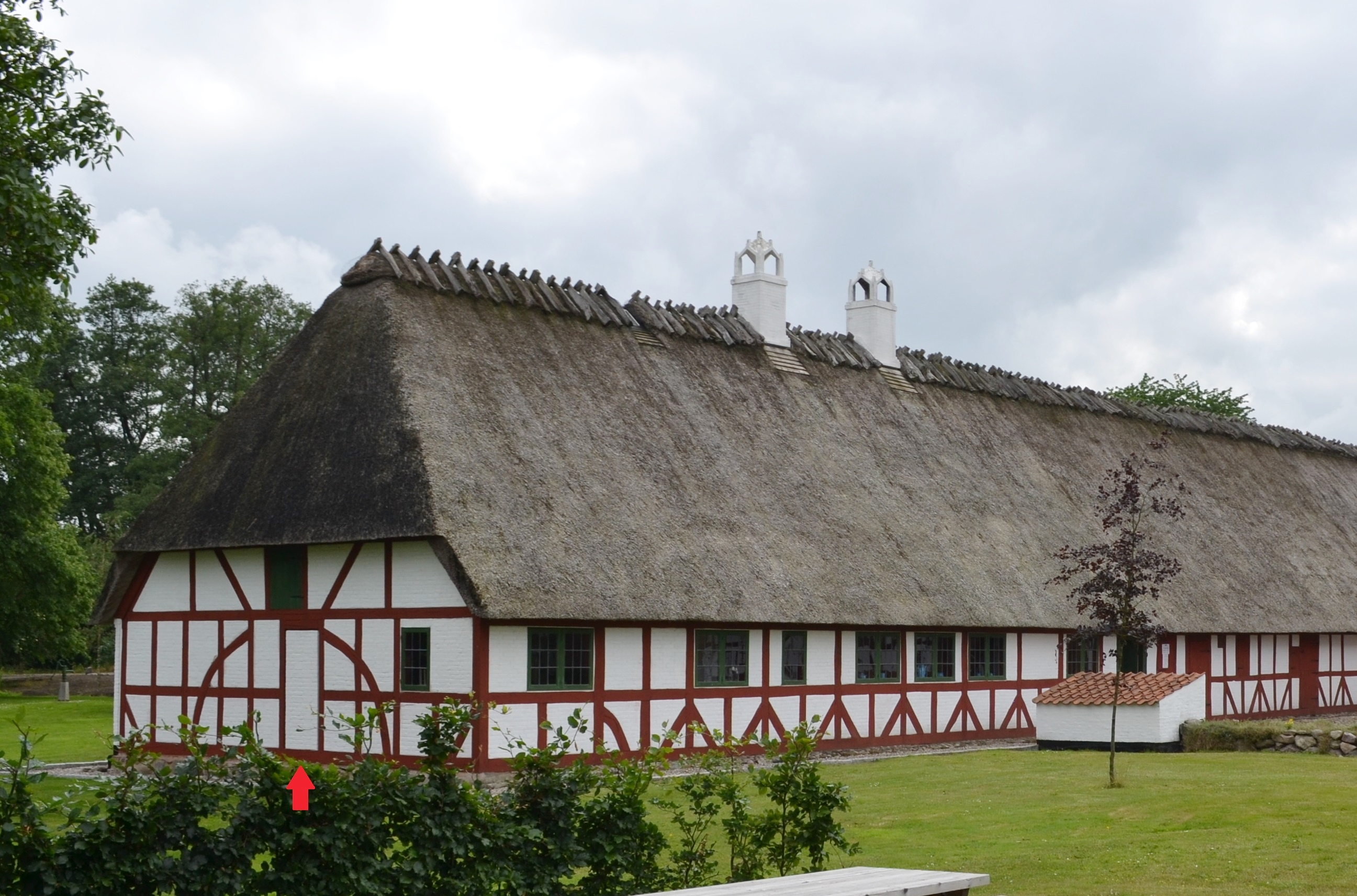
Die Totentür (roter Pfeil)

## Geschichte
Bei archäologischen Ausgrabungen kamen an der Stelle der heutigen Langseite Spuren eines Längsbaus aus dem 15. Jahrhundert zu Tage. Die heutigen Hofgebäude stammen von 1790. Der Langbau im Süden wurde damals neu errichtet, während die Westseite aus älteren, wiederverwendeten Materialien besteht, die wahrscheinlich aus dem Vorgängerbau übernommen sind.
Spätestens seit dem 17. Jahrhundert war der Hof für mindestens 10 Generationen im Besitz einer Familie, die im 18. Jahrhundert den Namen Hjulmand (dän. für „Radmacher“) bzw. im örtlichen Dialekt Jollmand annahm. Hiervon leitet sich auch der Name des Hofes ab. Nach dem Tod von Peter Petersen Jollmand I. (1846–1922) ließ das Dänische Nationalmuseum den Hof vermessen und kartieren, da die Absicht bestand, ihn abzubrechen und im Freilichtmuseum des Dänischen Nationalmuseums wieder aufzubauen, doch wurde dieser Plan nicht verwirklicht. Die letzten Hofbesitzer waren dessen Sohn Peter Petersen Jollmand II. (1874–1974) und Enkel Peter Petersen Jollmand III. (1907–1999), die sich mehr für Bücher als für Landwirtschaft interessierten. Dies trug dazu bei, dass der Hof ohne große Umbauten und Modernisierungen das 20. Jahrhundert überdauerte. Peter Petersen Jollmand III. hatte keine Erben, und so verkaufte er 1997 sein Land und richtete von seinem Vermögen die Stiftung (dän.: Fonden) Jollmands Gaard ein, die den Hof bekam und für die Zukunft erhalten sollte.
2001 wurden die damals stark verfallenen Hofgebäude unter Denkmalschutz gestellt. Von 2003 bis 2005 wurde der Hof durch das Engagement lokaler Freiwilliger und mit der Förderung mehrerer Unternehmen und Stiftungen aufwendig restauriert. Die Vermessungen von 1922 erwiesen sich dabei als hilfreich. Anstelle des Blechdachs wurde wieder ein Reetdach aufgelegt. Am Ostende des Langbaus, das seit dem 19. Jahrhundert ummauert war, wurde das Fachwerk wieder freigelegt. Die freistehenden Nebengebäude wurden bis 2018 wiederhergestellt. Insgesamt kostete die Restaurierung zwischen 14 und 15 Millionen Dänische Kronen (ca. zwei Millionen Euro). Heute ist der Hof für den Museumsbetrieb ganzjährig samstagvormittags sowie im Sommer an weiteren Werktagen geöffnet.